# نفق مرمرة
نفق مرمرة ( (بالتركية: Marmaray Tüneli)‏ هو نفق للسكك الحديدية بطول 13.5 كم (8.4 ميل) تحت البحر في إسطنبول ، تركيا ، تحت مضيق البوسفور 
ويربط كازلي شيشمة ، وزيتين بورنو في أوروبا مع محطة قطار في الشق الأسيوي من المدينة
ويتكون النفق من نفقين منفصلين مع ثلاث محطات للسكك الحديدية تحت الأرض يني كابي و سيركجي و أسكودار .
تم افتتاح نفق مرمرة لحركة الركاب في 29 أكتوبر 2013. في مارس 2019 ، تم الانتهاء من الجزء الأرضي من مشروع مرمرة وبدأت حركة مرور القطارات العادية ، بما في ذلك ركاب (خط كامل) و YHT وخدمات الشحن عبر النفق. النفق هو أعمق نفق أنبوبي مغمور في العالم

## تاريخ

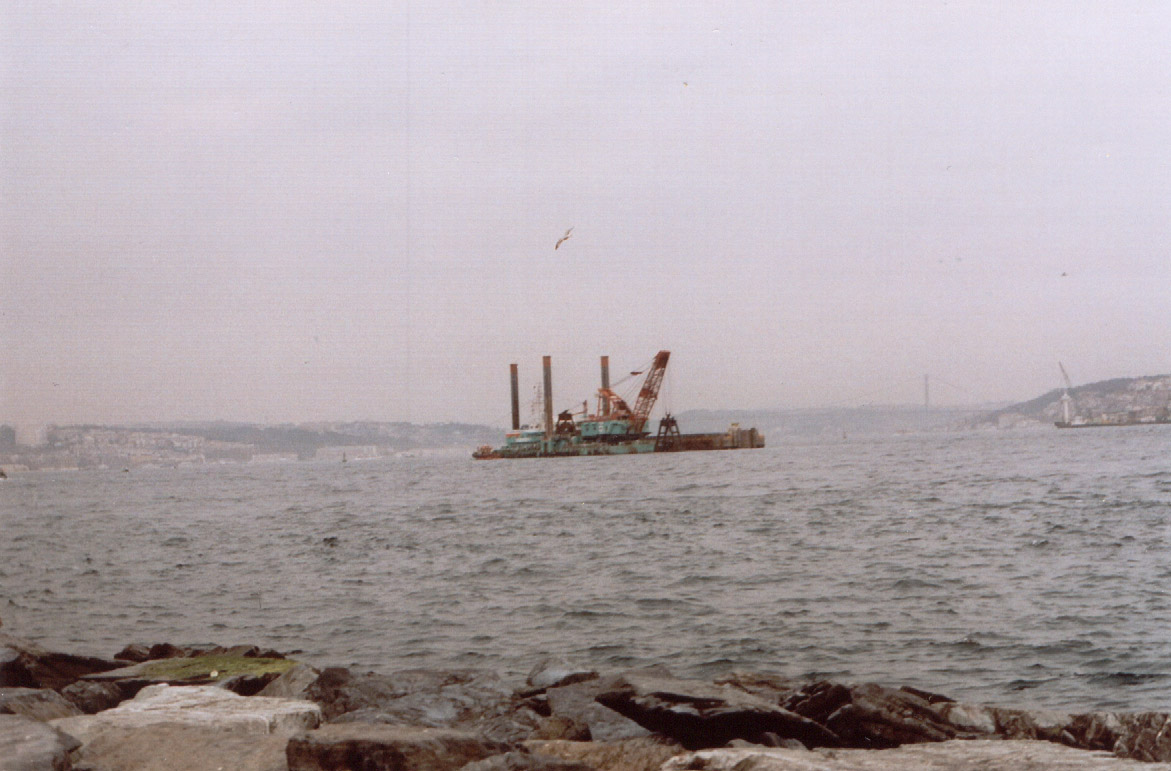

يعود إنشاء نفق للسكك الحديدية أسفل مضيق البوسفور إلى عام 1860 ، عندما اقترح السلطان عبد المجيد الأول عبور المضيق تحت البحر.
ثم تم اقتراح المشروع مرة أخرى في عام 1892 ، في عهد السلطان عبد الحميد الثاني ، عندما خطط المهندسون الفرنسيون لمثل هذا النفق ولكن لم تبدأ الخطة في تلك الفترة
تم اقتراح خطط لبناء نفق حديث عبر البوسفور في عام 1997 ، بناءً على دراسة قبل عشر سنوات ، وتم تأمين رأس المال اللازم في عام 1999. بدأت الأعمال التحضيرية للمشروع في عام 2001. بدأ البناء في مايو 2004. تم بناء النفق من قبل شركة تركية يابانية بقيادة شركة تايسي . تم الانتهاء من بناء النفق في 20 أكتوبر 2008 ، وأضيفت القضبان في عام 2009. وتأخر الانتهاء من المشروع بسبب الاكتشافات الأثرية بالقرب من سيركجي ، مع القطع الأثرية التي يعود تاريخها إلى 8000 عام.
بدأت العمليات التجريبية في 6 أغسطس 2013 ، وبدأت العمليات في 29 أكتوبر ، مع احتفال في أوسكودار .

## عمليات

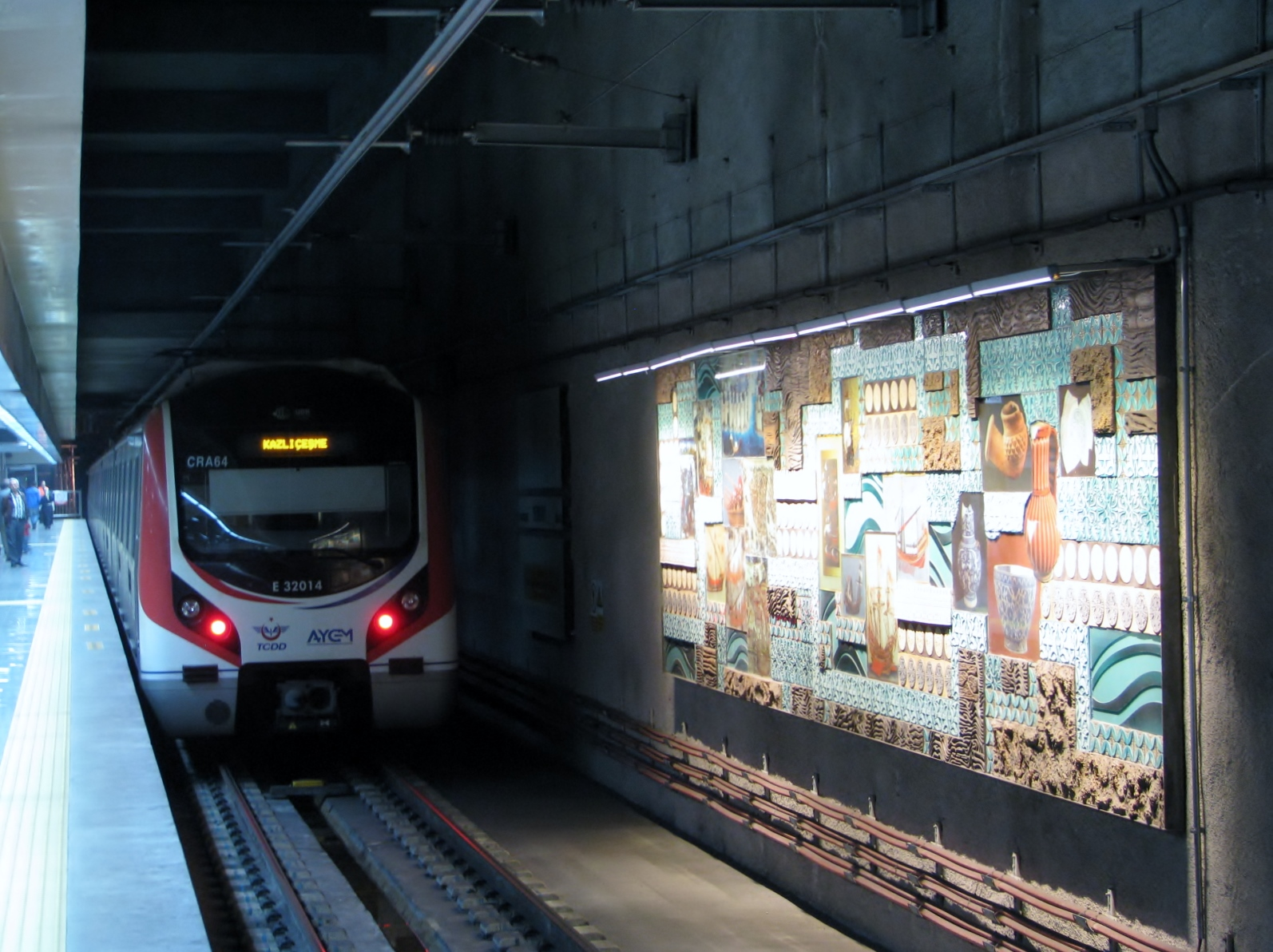
قطار مرمرة في محطة يني كابي.

تمتلك السكك الحديدية التركية النفق ، بينما يتم تشغيل القطارات بواسطة TCDD Taşımacılık . كلا النفقين مكهربين بسلك علوي 25 كيلو فولت تيار متردد 50 هرتز .
البوابة الغربية للنفق تقع في كازلي جشمة ، زيتين بورنو على الجانب الأوروبي من المدينة ، غرب الفاتح . من بين المسارات الثلاثة التي تقترب من البوابة الغربية ، يدخل اثنان منها إلى النفق ، بينما يستمر المسار الثالث إلى محطة سيركجي.
تقع البوابة الشرقية للنفق في Ayrılıkçeşmesi ، Kadıköy على الجانب الآسيوي من المدينة. تقع محطة Ayrılık Çeşmesi خارج البوابة الشرقية مباشرةً. بعد محطة Ayrılık Çeşmesi ، يتصل المساران بخط سكة حديد إسطنبول - أنقرة ، من محطة Haydarpaşa ، ويستمران باتجاه Gebze و Anatolia.
اعتبارًا من نوفمبر 2017 ، تدير الشركة 164 رحلة ذهابًا وإيابًا بين Kazlıçeşme و Ayrılık Çeşmesi على فترات من كل 5 دقائق خلال ساعات الذروة ، إلى 10/15 دقيقة خلال ساعات خارج الذروة. في المجموع ، ترى أنفاق مرمرة 328 قطارًا مجدولًا يوميًا.

## هندسة
يعد الجزء الموجود تحت سطح البحر من نفق مرمرة أعمق نفق أنبوبي مغمور في العالم ، حيث تبلغ أعمق نقطة فيه 60 متر (200 قدم) تحت مستوى سطح البحر
1,387 متر (4,551 قدم) طويلًا ويتكون من 11 قسمًا يتم إنزالها عبر صنادل على مضيق البوسفور. وثمانية من هذه الأقسام يبلغ طولها 135 متر (443 قدم) ، اثنان منهم بطول 98.5 متر (323 قدم) وواحد بطول 100 متر (330 قدم) .
تم استخدام آلات حفر الأنفاق (TBMs) لحفر الأنفاق تحت الأرض. يتكون الجزء السفلي من النفق من نفقين أنبوبيين ، ولكل منهما مسار واحد. الممرات موجودة داخل كل أنبوب.